# Мемориален център на Холокоста на евреите от Македония
Мемориален център на Холокоста на евреите от Македония (на македонска литературна норма: Меморијален центар на холокаустот на Евреите од Македонија; на ладино: Sentro Memorial del Holokausto de los Djudios de la Makedonia) е паметник на холокоста на 7148 евреи от Вардарска Македония и историята на евреите на Балканите, намиращ се в Скопие, столицата на Северна Македония.
Мемориален център на Холокоста на евреите от Македония е мултимедиен център, състоящ се от няколко функционални части. Намира се в така наречения Еврейски квартал на Скопие, центъра на еврейския живот в този град до депортирането на евреите.
Строителните работи започват през 2005 година. Центърът на жертвите на Холокоста на евреите от Македония е официално открит на 10 март 2011 г., точно 68 години след като македонските евреи са депортирани в концентрационния лагер Треблинка. На откриването присъстват високопоставени длъжностни лица от Македония, Израел и други страни: македонският министър-председател Никола Груевски, македонският президент Георге Иванов, израелският заместник министър-председател Моше Ялон, президентите на Черна гора и Албания Филип Вуянович и Бамир Топи, религиозни лидери и дипломати.  Само за първите три дни след откриването си мемориалният център е посетен от над 3000 души.